# كيفن ماكس
كيفن ماكس (بالإنجليزية: Kevin Max)‏ هو مغن مؤلف ومغني وشاعر أمريكي، ولد في 17 أغسطس 1967 في  في الولايات المتحدة.

## وصلات خارجية
- الموقع الرسمي
- كيفن ماكس على موقع IMDb (الإنجليزية)
- كيفن ماكس على موقع ميوزك برينز (الإنجليزية)
- كيفن ماكس على موقع ميوزك برينز (الإنجليزية)
- كيفن ماكس على موقع ديسكوغز (الإنجليزية)
- كيفن ماكس على موقع قاعدة بيانات الفيلم (الإنجليزية)